# برهنه در مقابل نور (بونار)
برهنه در مقابل نور (به فرانسوی: Nu à contre-jour‎) یک نقاشی رنگ روغن از نقاش پست امپرسیونیست اهل فرانسه، پیر بونار است. این اثر در سال ۱۹۰۸ خلق شده‌است و اکنون در مجموعه موزه‌های سلطنتی هنرهای زیبای بلژیک در بروکسل قرار دارد.
این اثر مارت دو مورینی، همسر این هنرمند را نشان می‌دهد که بعد از استحمام در وان از ادکلن استفاده می‌کند. او به صورت نیمرخ در برابر نوری که از پنجره وارد می‌شود و اتاق را با رنگ و نور روشن گرم بدون سایه پر می‌کند، ایستاده. تصویر مدل در آینه منعکس شده که یکی از ویژگی‌های مشخص نقاشی‌های بونار است.